# Acanthoceto cinereus
Acanthoceto cinereus là một loài nhện trong họ Anyphaenidae.
Loài này thuộc chi Acanthoceto. Acanthoceto cinereus được Albert Tullgren miêu tả năm 1901.